# Alkalihalobacillus akibai
Alkalihalobacillus akibai es una bacteria del género Alkalihalobacillus que ha sido aislada del suelo.